# Madagaskarlerche

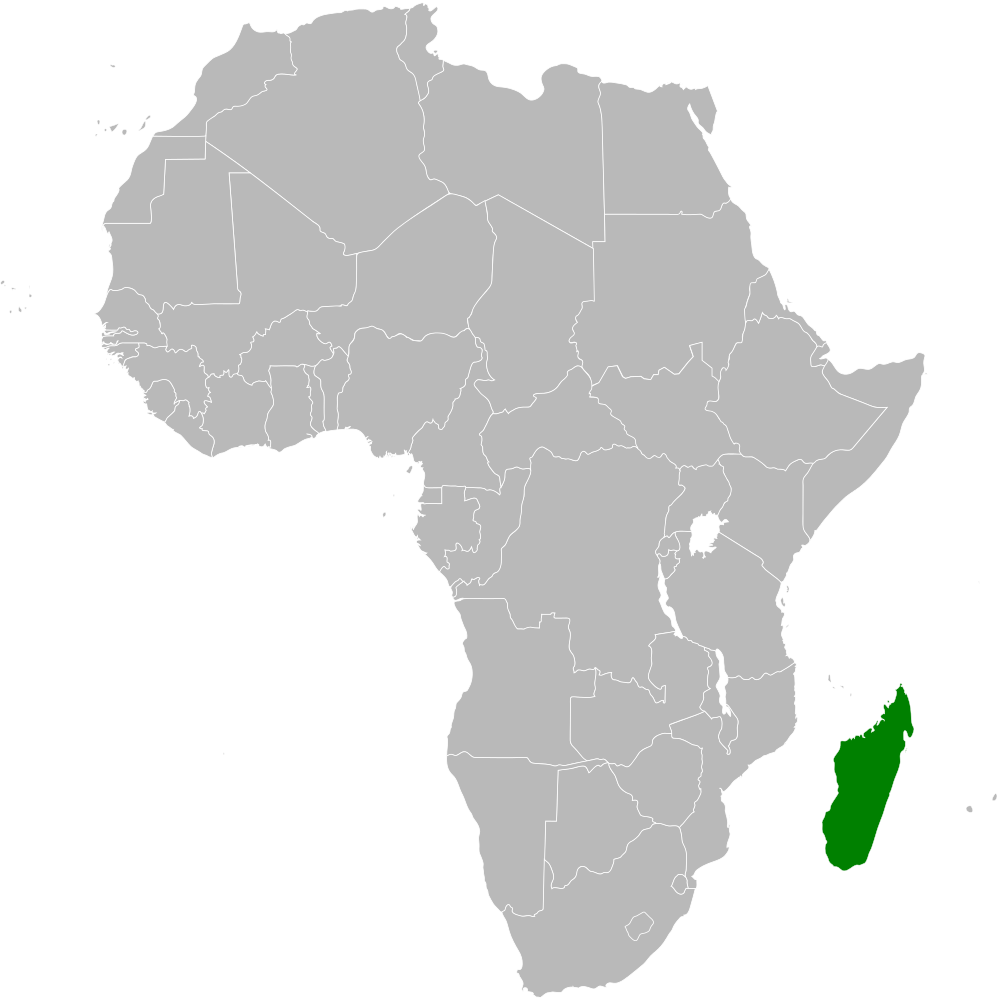
Verbreitungsgebiet der Madagaskarlerche

Die Madagaskarlerche (Eremopterix hova, Syn.: Mirafra hova) oder Hovalerche ist eine Art aus der Familie der Lerchen. Sie kommt ausschließlich auf Madagaskar vor und ist dort die einzige Vertreterin in der Familie der Lerchen. Man unterscheidet keine Unterarten.
Die Bestandssituation der Madagaskarlerche wurde 2016 in der Roten Liste gefährdeter Arten der IUCN als „Least Concern (LC)“ = „nicht gefährdet“ eingestuft.

## Merkmale
Die Madagaskarlerche erreicht eine Körperlänge von etwa 14,5 Zentimetern, wovon 4,6 Zentimeter auf den Schwanz entfallen. Die Schnabellänge beträgt 1,1 bis 1,2 Zentimeter. Es besteht kein auffallender Geschlechtsdimorphismus.
Die Madagaskarlerche hat gelbbraune Kopfseiten mit einer braunen Sprenkelung. Über dem Auge verläuft ein auffälliger rahmfarbener Überaugenstreif. Das Kinn und die Kehle sind weiß, der untere Kehlbereich ist schwärzlich getupft. Die Körperunterseite ist gelbbraun mit braunen Sprenkeln. Die Federn der Körperoberseite haben breite dunkle Federmitten, die hell rötlich braun gesprenkelt sind. Die Flügel haben einen intensiveren Rotton als das Rückengefieder. Der Schwanz ist schwarzbraun. Der Oberschnabel ist dunkel hornfarben, der Unterschnabel etwas heller. Die Iris ist braun, die Füße und Läufe sind rötlich grau.

## Verbreitungsgebiet und Lebensraum
Die Madagaskarlerche kommt ausschließlich auf Madagaskar vor und ist auf der gesamten Insel verbreitet. Ihr Lebensraum ist offenes Gelände, besonders häufig ist sie in der Trockensavanne im Westen und der Dornsavanne im Süden der Insel anzutreffen. In der Feuchtsavanne im Osten der Insel ist sie seltener anzutreffen. Sie kommt außerdem häufiger in den Teilen der zentralen Hochebene vor, sofern diese fast vegetationslos ist.

## Lebensweise
Die Madagaskarlerche ist ein Standvogel. Sie zeigt einen ähnlichen Singflug, wie dies von europäischen Lerchen bekannt ist: Sie steigt singend auf, kreist dann eine Weile und lässt sich dann zu Boden fallen, wobei sie kurz vor der Landung auf dem Boden einen Flatterflug zeigt.
Wie alle Lerchen ist sie ein Bodenbrüter, der ein napfförmiges Nest baut. Das Gelege besteht in der Regel aus vier bis sechs Eiern. Die Eier sind beige bis hell gräulich und weisen bräunliche oder rötliche Flecken auf.

## Systematik
Die Madagaskarlerche wurde ursprünglich der Gattung Mirafra zugeordnet. Erst seit 2014 wird allgemein anerkannt, dass sie zur Gattung Eremopterix gehört.

## Einzelbelege
1. 1 2  Pätzold: Die Lerchen der Welt. S. 38.
2. 1 2 3  Pätzold: Die Lerchen der Welt. S. 40.
3. ↑  
Eremopterix hova in der Roten Liste gefährdeter Arten der IUCN 2021.3. Eingestellt von: BirdLife International, 2016. Abgerufen am 11. Juni 2022.
4. 1 2  Pätzold: Die Lerchen der Welt. S. 39.
5. ↑  Taxonomy 4.1 to 4.4. In: www.worldbirdnames.org. Abgerufen am 5. Januar 2017 (englisch).